# Brända mandlar
Brända mandlar eller kanderade mandlar är ett slags konfekt som är vanligt förekommande på exempelvis julbord och julmarknader. 
Mandlarna kan skalas innan, men man kan även behålla skalet på, varpå de steks hela under ständig omrörning tillsammans med florsocker eller strösocker för att bli kanderade och sockret karamelliseras. De låts därefter svalna. Eller så kan man göra en variant med marsipan.[källa behövs]
I Frankrike avser ordet praline rostade mandlar, även om det i Belgien har den svenska betydelsen, nämligen chokladpralin. Ordet tros komma från den franske marskalken César de Choiseul du Plessis-Praslin, vars kock uppfann den nuvarande varianten av rätten på hans slott på början av 1600-talet. Rätten har dock varit vanlig för överklassen i Sverige åtminstone sedan medeltiden.

## Bilder

Brända mandlar på julmarknad i Gamla stan.
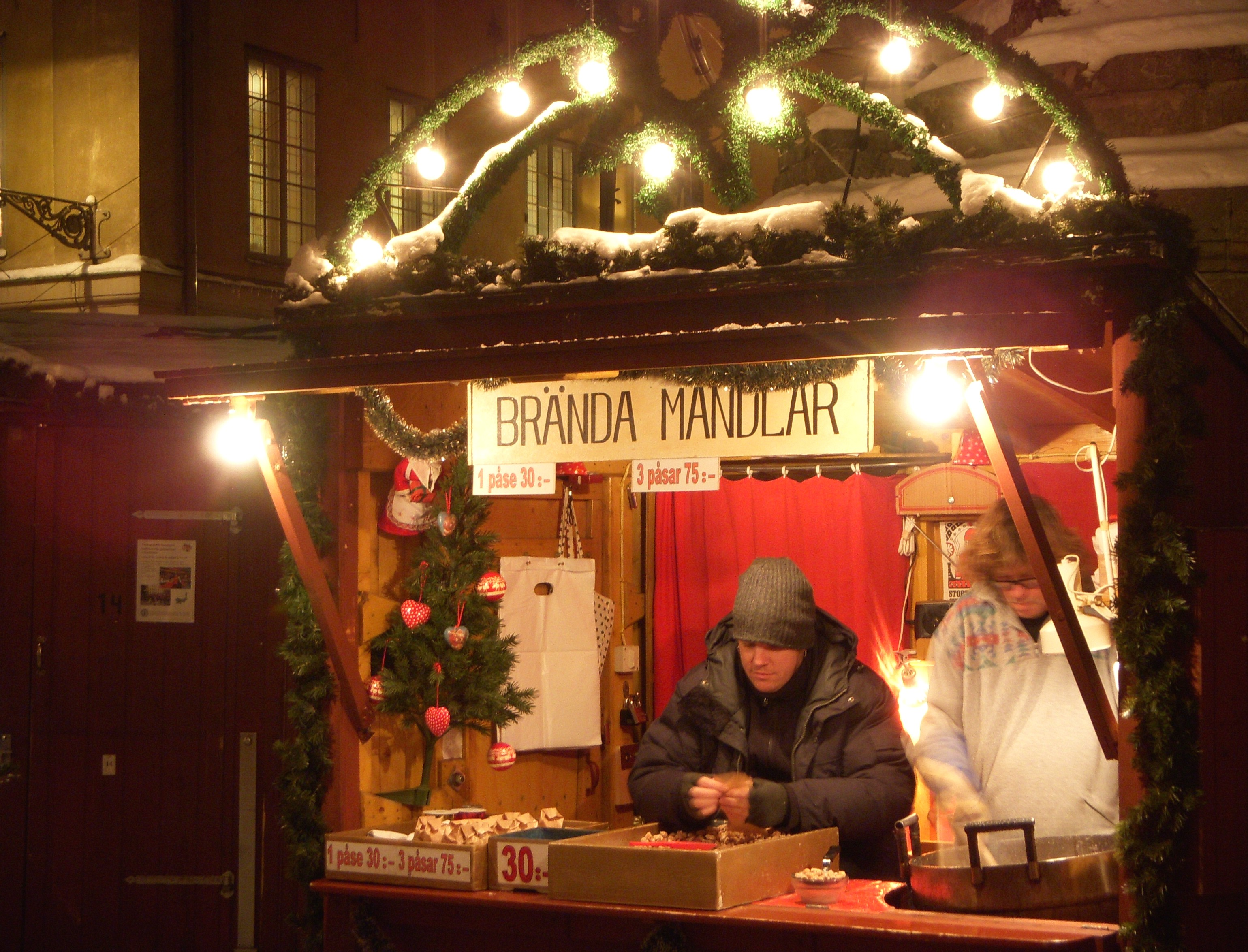
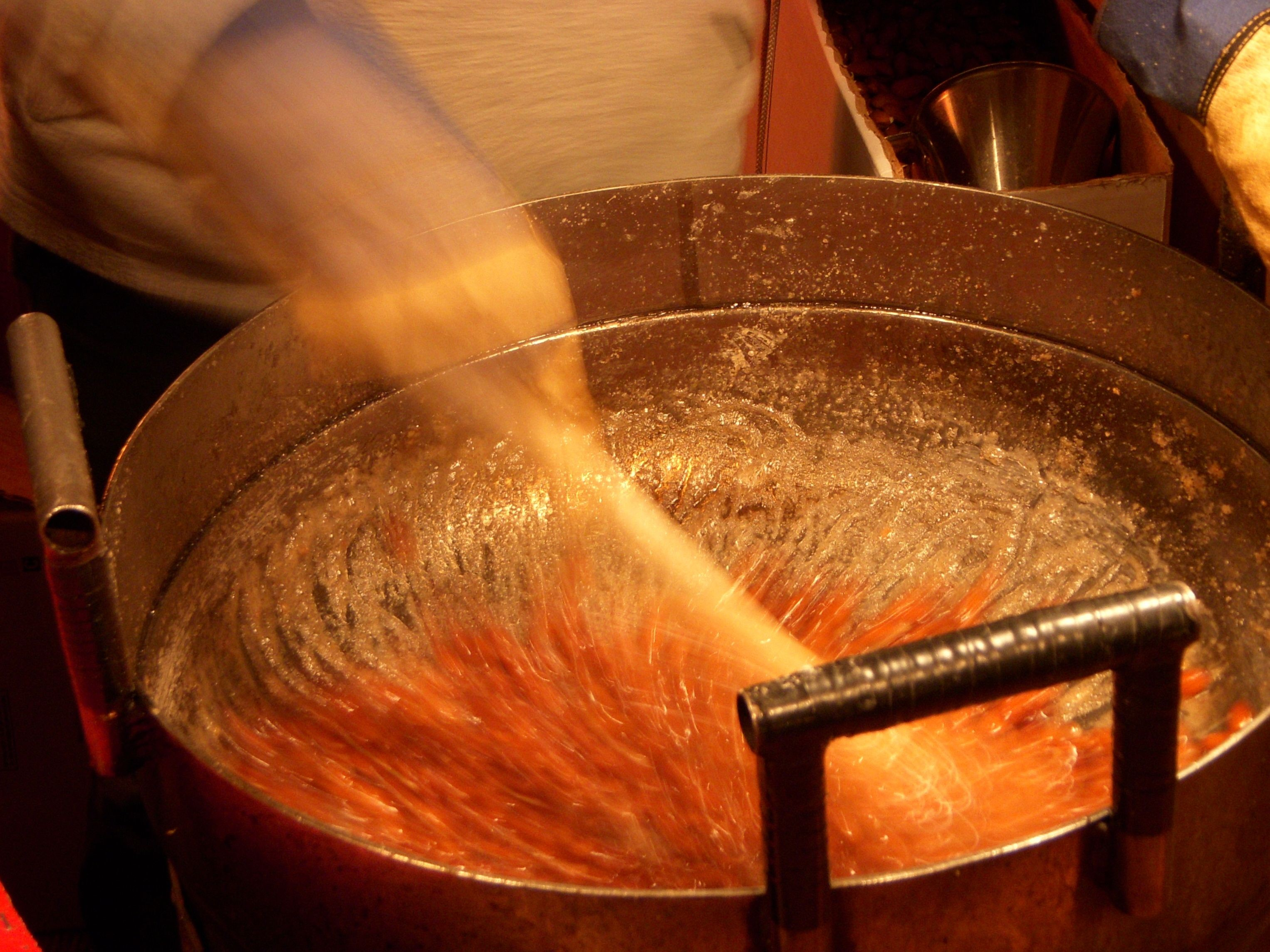
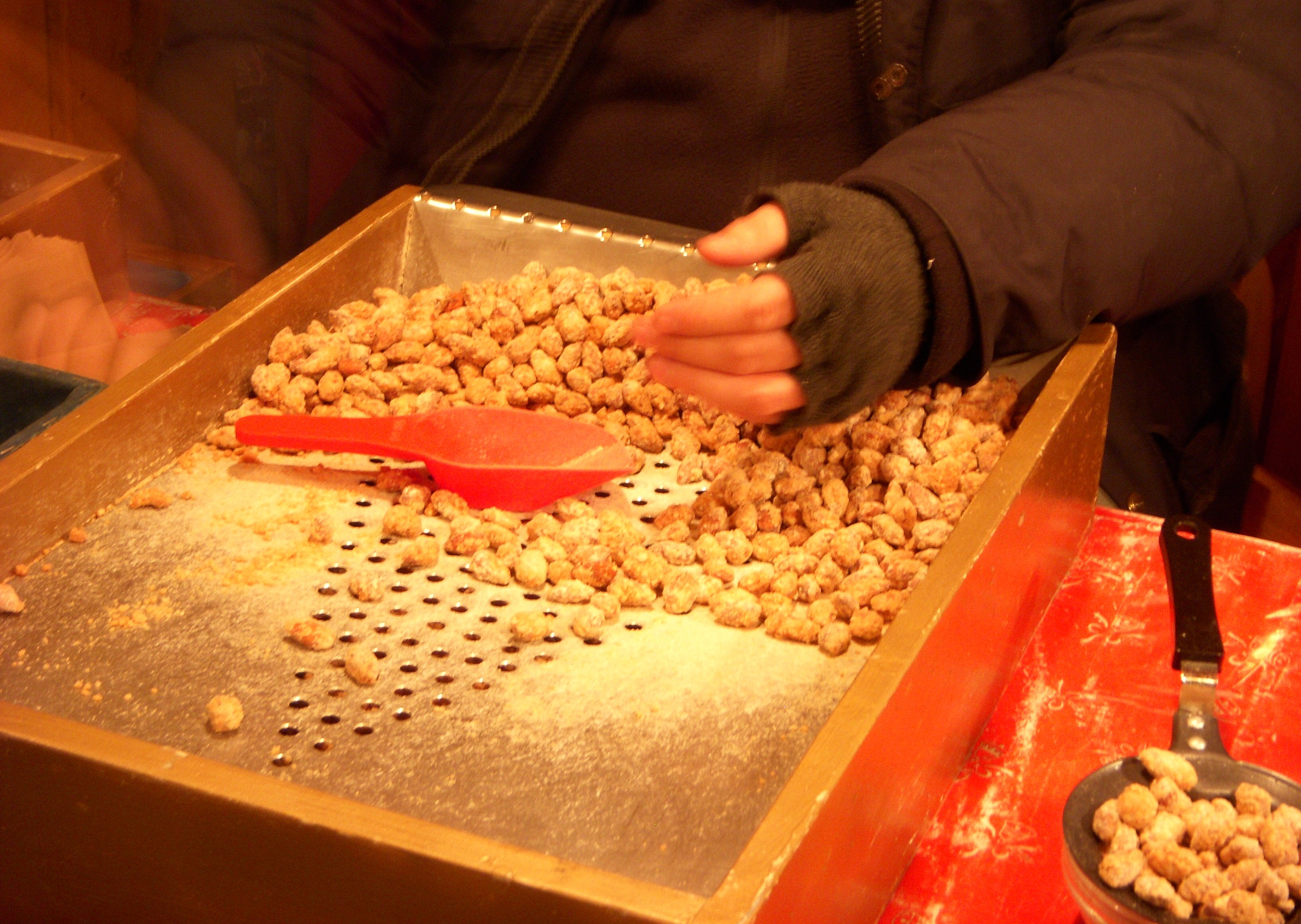